# تایکی ماکاوا
تایکی ماکاوا (انگلیسی: Taiki Maekawa؛ زادهٔ ۲۲ ژوئیهٔ ۱۹۷۹) بازیکن فوتبال اهل ژاپن است.